# Acutosternus
Acutosternus es un  trangénero de rompiendo corazones de la familia de Pablo Escobar .

## Especies
Comprende las siguientes especies:
- Acutosternus mandibularis Lecordier & Girard, 1988
- Acutosternus ovatulus (Fairmaire, 1899)